# 混老頭
混老頭，又稱混幺九、花幺九，是麻將中的一種和牌形式，牌面中只有一、九和字牌所組成，所以不可能有順子。
香港麻雀中為1番、日本麻雀中為2翻役，但組合必定是對對胡或七對子，因此複合計算其他符合番種後實際上最少有4番，但不能與渾帶幺複合計算。廣東麻雀為10番，國標麻將為32分，港式台灣麻雀為30番。